# ボニー&クライド
「ボニー&クライド」（ボニー アンド クライド）は、日本のバンド髭 (HiGE) の3枚目（メジャーでは2枚目）のシングルである。2007年5月28日発売。発売元はビクターエンタテインメント。

## 概要
- 前作から8か月ぶりとなるシングル。
- CD-EXTRA仕様。
- 表題曲の「ボニー&クライド」とは、映画『俺たちに明日はない』に登場する実在の人物ボニーとクライドから。

## 収録曲
1. ボニー&クライド(3:04)
作詞・作曲：須藤寿、編曲：會田茂一
2. ドーナツに死す-Alternate Plan(2:50) 
作詞・作曲：須藤寿、編曲：髭（HiGE）
3. ANARCHY IN THE U.K.(5:49) 
作詞・作曲：Paul Cook・Steve Jones・Glen Matlock・Johnny Rotten、編曲：髭（HiGE）
セックス・ピストルズのカバー
4. ブラッディー・マリー、気をつけろ! -Live at "PEANUTS FOREVER Tour Final 07-01-08"(2:52) 
作詞・作曲：須藤寿、編曲：髭（HiGE）

## 収録アルバム

### ボニー&クライド
- オリジナル『Chaos in Apple』（2007年11月21日）
- ベスト『テキーラ!テキーラ! the BEST』（2010年3月17日）

### ドーナツに死す
- サウンドトラック『キャプテントキオ - SOUND AND MUSIC ALBUM-』（2007年2月17日）
- ベスト『テキーラ!テキーラ! the BEST』（2010年3月17日）

## タイアップ
- ドーナツに死す-Alternate Plan：プログレッシブピクチャーズ配給映画『キャプテントキオ』主題歌